# Infected (U.D.O.)
Infected è il terzo EP pubblicato dalla band heavy metal tedesca U.D.O.
Il disco, uscito il 26 giugno 2009 in un'edizione limitata a sole 2222 copie in tutto il mondo, ha preceduto l'uscita dell'album Dominator.
La canzone "Плачет Солдат (Platchet Soldat)" è la versione in russo di "Cry Soldier Cry"; si tratta di un remix di una traccia già pubblicata nell'EP The Wrong Side of Midnight.
"Poezd Po Rossii" è invece la versione in russo di "Trainride in Russia" dell'album Thunderball, registrata durante un concerto del 2008 in Mosca, Russia.

## Tracce
1. Infected
2. Systematic Madness
3. Bodyworld
4. Плачет Солдат (Platchet Soldat) - remix
5. Poezd Po Rossii (Trainride in Russia) - live

## Formazione
- Udo Dirkschneider: voce
- Stefan Kaufmann: chitarra
- Igor Gianola: chitarra
- Fitty Wienhold: basso
- Francesco Jovino: batteria